# قطعة بين عظمي الفك العلوي
في الجنين البشري، تكون القطعة بين عظمي الفك العلوي عبارة عن كتلة من النسيج تتكون من اندماج بعض الأنسجة بالقرب من الأنف. وتكون هذه الكتلة أولية، بمعنى أنها تختفي مع نمو الجنين، ولكن يتبقى أجزاء منها في «الجزء الواقع بين الفكين عند الفك العلوي وعند الجزء المركزي الناتئ من الشفة العليا وعند الحنك الأولي».
وعلى وجه التحديد، تكوّن الحواف الجانبية المستديرة للناتئ الإنسي ما يُعرف بـالنتوء الكروي. وأحيانًا يطلق على هذا النتوء القطعة بين عظمي الفك العلوي . It gives rise to the premaxilla.

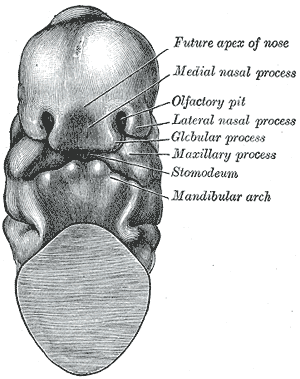
نهاية رأس جنين بشري يبلغ عمره ثلاثين أو واحدًا وثلاثين يومًا.
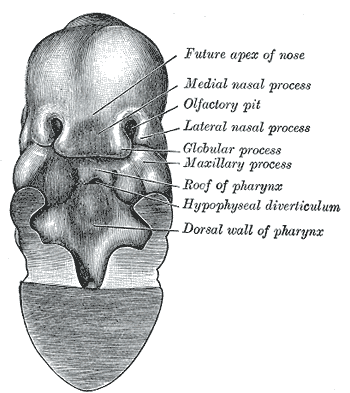
نفس الجنين ظاهر في الشكل رقم 45، بعد إزالة الجدار الأمامي للبلعوم.
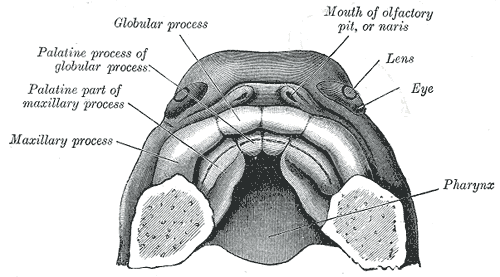
سقف الفم لجنين بشري يبلغ عمره نحو شهرين ونصف، وتظهر فيه البنية التشريحية للحنك.
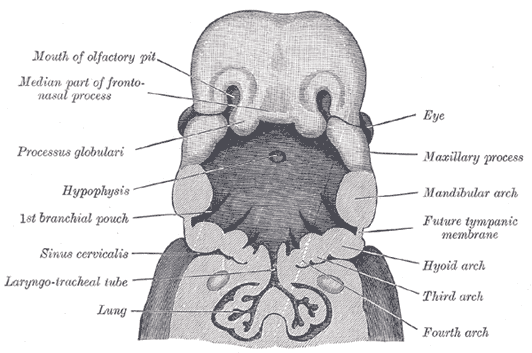
السطح البطناني لرأس ورقبة جنين بشري يبلغ عمره اثنين وثلاثين يومًا.

## وصلات خارجية
- http://www.ana.ed.ac.uk/anatomy/database/humat/notes/embryo/branchi.htm نسخة محفوظة 25 سبتمبر 2006 على موقع واي باك مشين.
- http://isc.temple.edu/marino/embryology/Face98/face_text.htm نسخة محفوظة 19 فبراير 2008 على موقع واي باك مشين.